# Sulforhodamine B
Sulforhodamine B (als vrije base of als zout) is een synthetische, helderrode fluorescerende kleurstof. Ze behoort tot de rhodaminen, kleurstoffen met een structuur gebaseerd op xantheen. Sulforhodamine B is een mat purper tot roze poeder, afhankelijk van de zuiverheid. Het is tot 7,5% oplosbaar in water.
De INCI-naam van deze kleurstof is Acid Red 52.

## Toepassingen
Toepassingen gaan van lasergeïnduceerde fluorescentie (LIF), markeer- en traceerstof in celbiologisch onderzoek tot het kleuren van papier, zepen, detergenten, schoonmaakmiddelen en haarkleurmiddelen, en ingrediënt in inkten en inkjetcartridges.

## Regelgeving
In de Europese Unie is het natriumzout (CAS-nummer 3520-42-1) toegelaten in zowel oxiderende als niet-oxiderende haarkleurmiddelen. De maximale concentratie, na toepassing op het hoofd, is 1,5% in oxiderende haarkleurmiddelen. De maximale concentratie in niet-oxiderende haarkleurmiddelen is 0,6%.